# Dick Turpin (TV-serie)
Dick Turpin är en brittisk TV-serie som sändes 1979–1982 på ITV. Serien är löst baserad på stråtrövaren Dick Turpins äventyr på 1700-talet. Seriens första säsong sändes i SVT2 1979.

## Handling
Serien utspelar sig i England 1739–1740 och handlar om frihetskämpen Dick Turpin som rånar rika och upplever en rad äventyr. Till sin hjälp har han den unge Swiftnick som han har tagit under sitt beskydd.

## Rollista
- Richard O'Sullivan — Dick Turpin
- Michael Deeks — Swiftnick
- Christopher Benjamin — Sir John Glutton
- David Daker — Kapten Nathan Spiker
- Alfie Bass — Isaac Rag
- Joan Rhodes — Big Nell
- Keith James — Davy
- Annabelle Lee — Poll Maggot (säsong 2)
- Jo Rowbottom — Mary Smith